# Sycamore Gap Tree

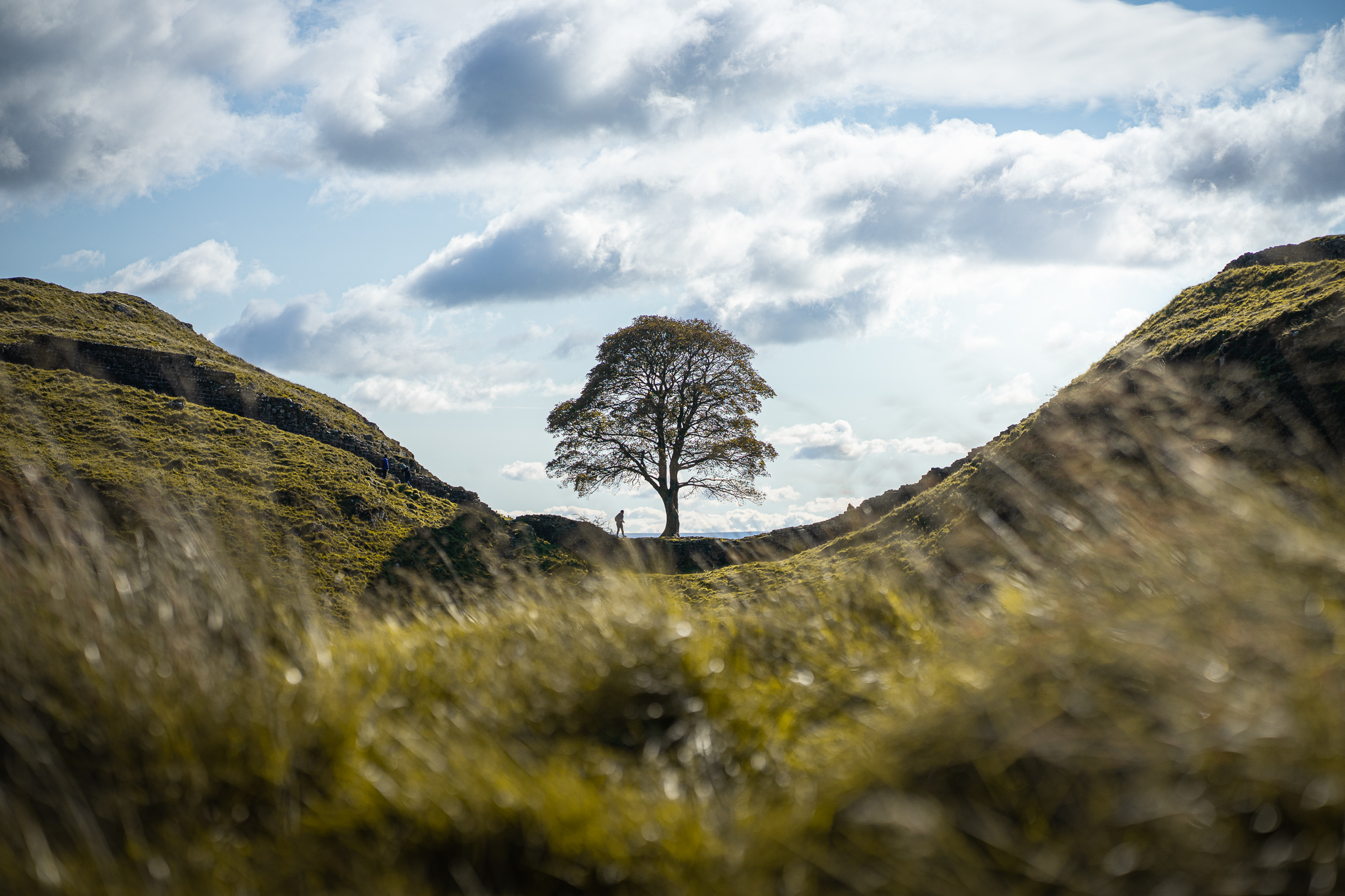
Sycamore Gap Tree i oktober 2020.

The Sycamore Gap Tree, även känt som Robin Hood Tree, var ett träd i Northumberland i England som var ett av Storbritanniens mest fotograferade träd.
Trädet var av arten tysklönn och växte nära Crag Lough(en) i Northumberlands nationalpark. Trädet sköttes av både Northumberland National Park och National Trust.
Det blev känt bland annat från filmen Robin Hood: Prince of Thieves. Trädet höggs ner av vandaler natten mellan 27 och 28 september 2023, och bedömdes då vara cirka 300 år gammalt.